# Botryobasidium laeve
Botryobasidium laeve ist eine Ständerpilzart aus der Familie der Traubenbasidienverwandten (Botryobasidiaceae). Sie bildet resupinate, spinnwebartige Fruchtkörper aus, die auf Totholz von Laub- und Nadelbäumen wachsen. Das Verbreitungsgebiet von Botryobasidium laeve umfasst Zentral-, Nord- und Osteuropa bis an den Kaukasus. Eine Anamorphe der Art ist bislang nicht bekannt.

## Merkmale

### Makroskopische Merkmale
Botryobasidium laeve besitzt weißliche bis gelbliche (oft oliv getönte), gespinstartige und dünne Fruchtkörper, die resupinat (also vollständig anliegend) auf ihrem Substrat wachsen und unter der Lupe leicht netzartig erscheinen.

### Mikroskopische Merkmale
Wie bei allen Traubenbasidien ist die Hyphenstruktur von Botryobasidium laeve monomitisch, besteht also ausschließlich aus generativen Hyphen, die sich rechtwinklig verzweigen. Die Basalhyphen sind gelbbraun, meist 15–20 µm breit und nicht inkrustiert. Die 5–8 µm dicken Subhymenialhyphen sind hyalin und dünnwandig. Alle Hyphen sind einfach septiert. Die Art verfügt weder über Zystiden noch über Schnallen. Die sechssporigen Basidien der Art wachsen in Nestern, werden 16–20 × 7–9 µm groß, sind zylindrisch geformt und an der Basis einfach septiert. Die Sporen sind ellipsoid bis eiförmig und meist 5–8 × 2,5–4 µm groß. Sie sind glatt und leicht dickwandig.

## Verbreitung
Die bekannte Verbreitung von Botryobasidium laeve umfasst den zentralen und nördlichen Teil Europas und reicht im Osten bis an den Kaukasus.

## Ökologie
Botryobasidium laeve ist ein Saprobiont, der Totholz besiedelt. Dabei handelt es sich vorwiegend um morsches Holz von Bedecktsamern, aber auch von Koniferen. Substrate sind unter anderem Weiß-Tanne (Abies alba) oder Eichen (Quercus spp.). Die Art bevorzugt feuchte, dicht bewachsene Habitate.